# Schopflohe
Schopflohe, früher Schopfloch genannt, ist ein Ortsteil der Gemeinde Fremdingen im bayerisch-schwäbischen Landkreis Donau-Ries.

## Lage
Das Pfarrdorf liegt ca. 2 km nordöstlich von Fremdingen auf einem Südwestabfall in freier Flur. Es wird von der Kreisstraße DON 4 durchquert.

## Geschichte

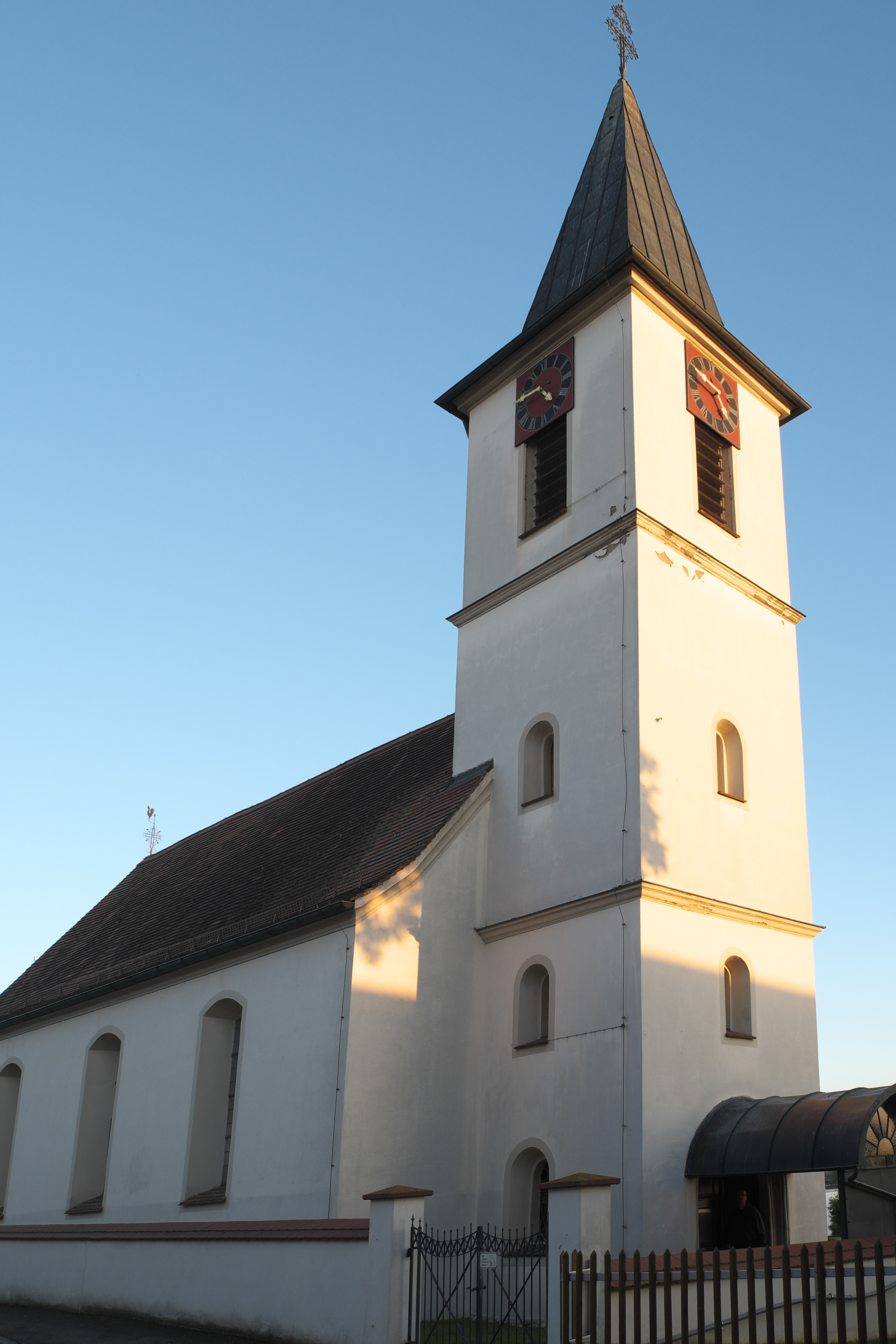
Katholische Pfarrkirche Heiligste Dreifaltigkeit

Der Ort entstand der Ort wohl in karolingischer Zeit, worauf die Namensendung „-lohe“ (mhd. für Wald, Hain) hindeutet.
Das 1299 ersterwähnte Schopflohe ist damals im Besitz der Herren von Hohentrüdingen. Später beanspruchten bis zu sieben Grundherren die Dorfherrschaft, von denen sich aber keiner durchsetzen konnte. Deshalb war Schopflohe im Mittelalter ein Freidorf mit weitgehender Autonomie.
Im Dreißigjährigen Krieg wurde Schopflohe 1632 von kaiserlichen Truppen geplündert und 1634 nach der Schlacht von Nördlingen weitgehend niedergebrannt. 1652 – der Ort war noch nicht wieder aufgebaut – kamen protestantische Glaubensflüchtlinge aus der Salzburger Gegend und besiedelten den Ort neu.
Anlässlich der Deutschen Reichsgründung im Jahr 1871 wurde eine Friedenseiche gepflanzt, die bis heute steht.
Von 1963 bis 1969 wurde die Flurbereinigung durchgeführt.
Bis zur Gemeindegebietsreform war Schopflohe eine selbständige Gemeinde mit dem Ortsteil Bosacker. Am 1. Mai 1978 wurde die Gemeinde aufgelöst und Schopflohe in die Gemeinde Fremdingen eingegliedert. Bosacker kam zur Gemeinde Weiltingen.

## Bauwerke

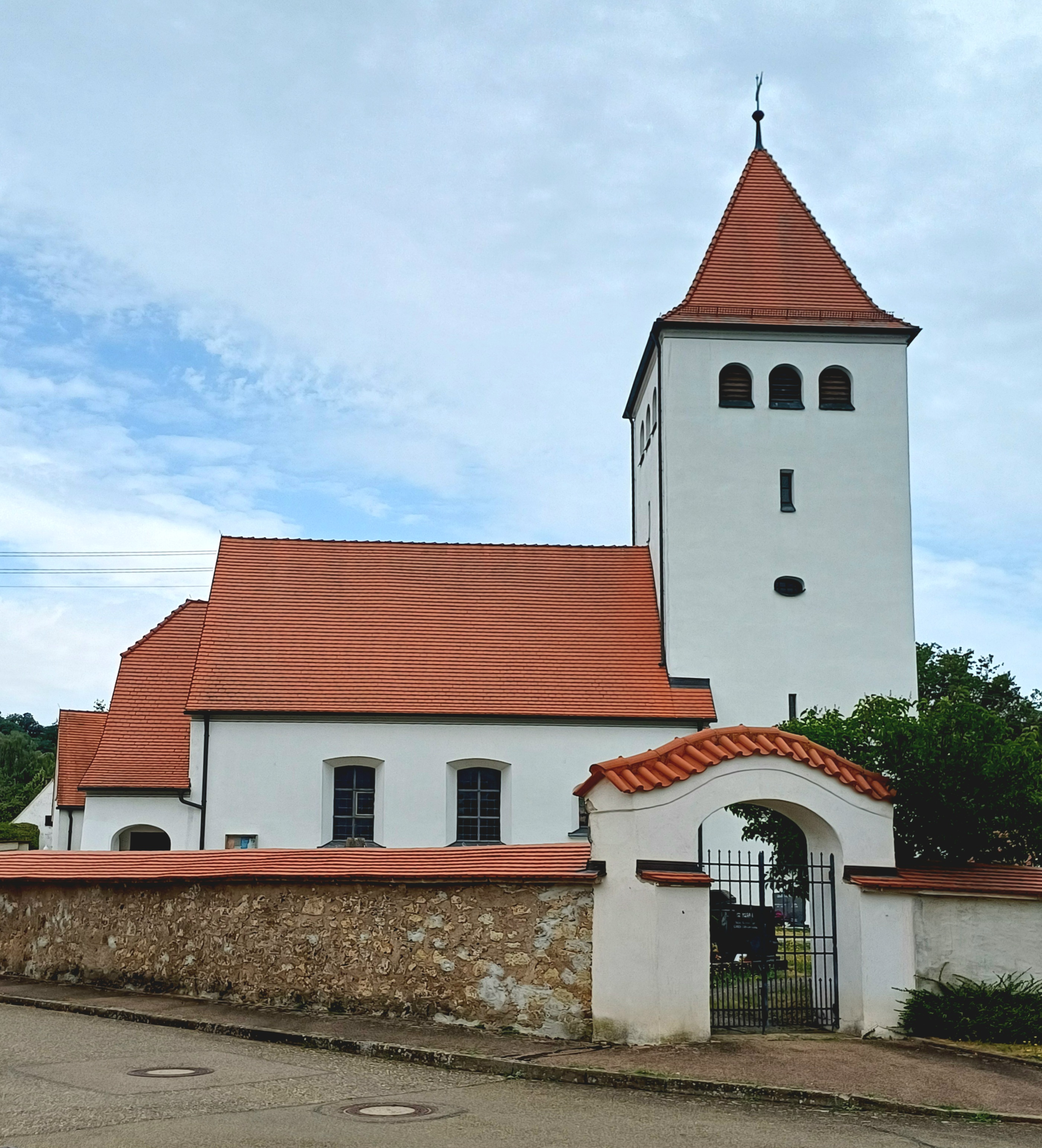
Evangelische Kirche St. Sixtus und St. Benedikt

Neben einigen anderen Baudenkmälern stehen die Katholische und die Evangelisch-lutherische Pfarrkirche auf der Denkmalliste.